# Martin Green
Martin Green (Warwickshire, fecha desconocida) es un economista, maestro, exrugbista y exentrenador británico, que se desempeñaba como ala. Fue director técnico de la Rosa en los años 1980.

## Biografía
Estudió en la notable Escuela Solihull y luego en la prestigiosa Universidad de Cambridge. En la última representó al Cambridge University R.U.F.C., fue su capitán, jugó el célebre The Varsity Matches y se recibió de economista.
Tras egresar de la universidad, trabajó como maestro de economía en la notable Warwick School de 1970 a su jubilación en 2005 y jugó toda su carrera en el club Birmingham Moseley Rugby, donde fue un ala comprometido y padeció varias lesiones deportivas. En 1975 se retiró y asumió como técnico, ganó la Anglo-Welsh Cup de 1982 (único título del equipo) y dejó el club en 1985.
En los años 1980 la Rugby Football Union lo designó entrenador de la selección juvenil y esto le permitió dirigir la selección absoluta más tarde. En 1984 publicó el libro «Rugby football at Warwick School, 1884–1984», sobre la historia del rugby en aquella escuela.
Apareció nuevamente en Inglaterra 2015, mostrándose durante el tour de la Copa Webb Ellis, por una invitación de World Rugby.

## La Rosa
Al finalizar el Torneo de las Cinco Naciones 1985, la RFU despidió a Dick Greenwood y eligió a Green como nuevo entrenador de la Rosa.
Debutó en la gira de 1985, donde Inglaterra fue derrotada por los All Blacks en las dos pruebas. El Torneo de las Cinco Naciones 1986 fue mediocre (con dos victorias y dos caídas) y el campeonato de 1987 un desastre, saliendo última con tres perdidas y un triunfo (ante Escocia de local).
Debido a los malos resultados, fue despedido tras dos años y se retiró como técnico. En total dirigió en 14 pruebas, obteniendo cinco victorias y nueve derrotas, para una pobrísima efectividad del 36 %.

### Nueva Zelanda 1987
Para Nueva Zelanda 1987 Green seleccionó capitán a Mike Harrison, la Rosa perdió en su grupo ante los Wallabies del técnico Alan Jones y luego fue eliminada en los cuartos de final por los Dragones rojos del entrenador Tony Gray. Es la peor participación inglesa en el amateurismo y se explica el fracaso por haber sido un equipo recién en formación.
| Predecesor: Dick Greenwood | Entrenador de Inglaterra 1985 − 1987 | Sucesor: Geoff Cooke |